# Ужок (зупинний пункт)
Ужо́к — пасажирський залізничний зупинний пункт Ужгородської дирекції Львівської залізниці.
Розташований у селі Ужок, Великоберезнянський район Закарпатської області на лінії Самбір — Чоп між станціями Щербин (9 км) та Волосянка-Закарпатська (2 км).
Станом на травень 2019 року щодня чотири пари електропотягів прямують за напрямком Сянки — Мукачево.